# 42e Primetime Emmy Awards
De 42e Primetime Emmy Awards, waarbij prijzen werden uitgereikt in verschillende categorieën voor de beste Amerikaanse televisieprogramma's die in primetime werden uitgezonden tijdens het televisieseizoen 1989-1990, vond plaats op 16 september 1990 in het Pasadena Civic Auditorium in Pasadena, Californië.

## Winnaars en nominaties - televisieprogramma's
(De winnaars staan bovenaan in vet lettertype.)

#### Dramaserie
(Outstanding Drama Series)
- L.A. Law
  - China Beach
  - Quantum Leap
  - thirtysomething
  - Twin Peaks

#### Komische serie
(Outstanding Comedy Series)
- Murphy Brown
  - Cheers
  - Designing Women
  - The Golden Girls
  - The Wonder Years

#### Miniserie
(Outstanding Mini Series)
- Drug Wars: The Camarena Story
  - The Kennedys of Massachusetts
  - Blind Faith
  - Family of Spies
  - Small Sacrifices

#### Varieté-, Muziek- of komische show
(Outstanding Variety, Music or Comedy Series)
- In Living Color
  - The Arsenio Hall Show
  - Late show with David Letterman
  - Saturday Night Live
  - The Tracey Ullman Show

## Winnaars en nominaties - acteurs

### Hoofdrollen

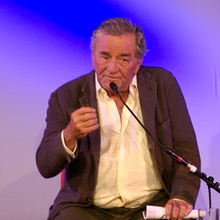
Peter Falk (Columbo), winnaar mannelijke hoofdrol in een dramaserie

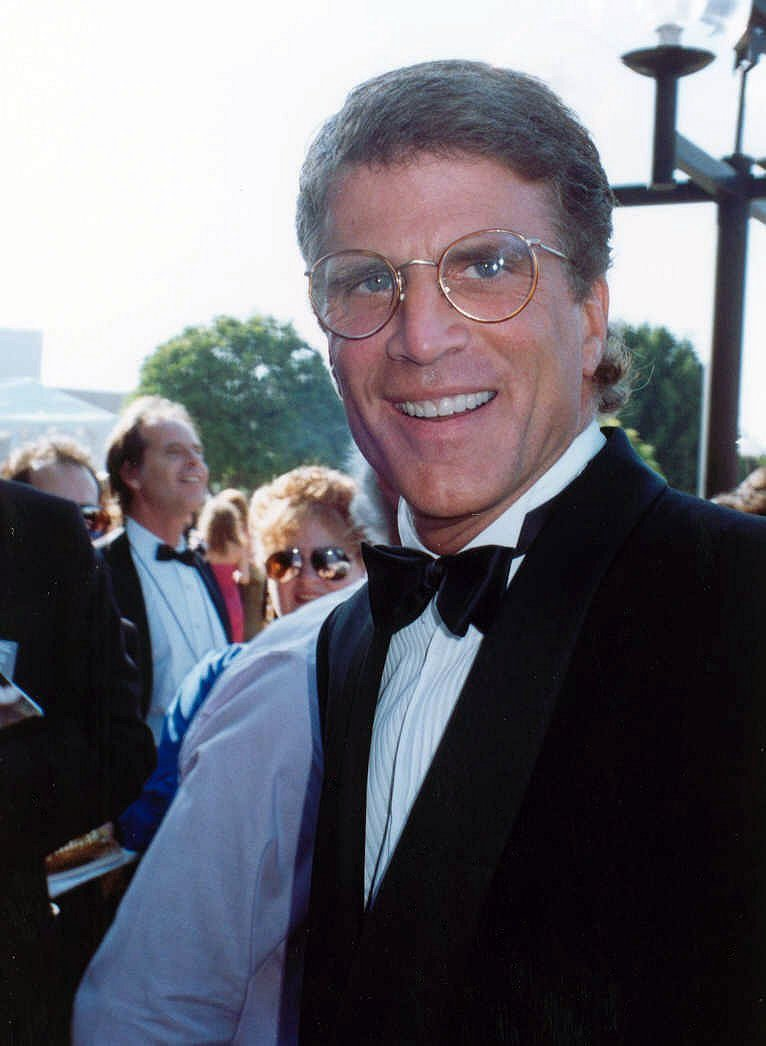
Ted Danson (Cheers), winnaar mannelijke hoofdrol in een komische serie

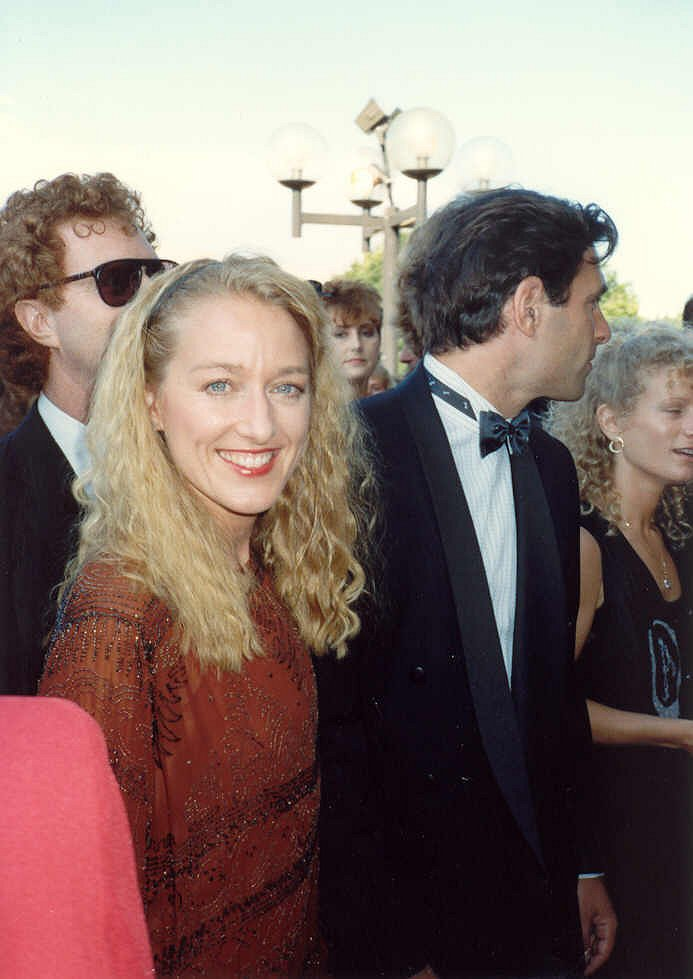
Patricia Wettig (thirtysomething), winnaar vrouwelijke hoofdrol in een dramaserie

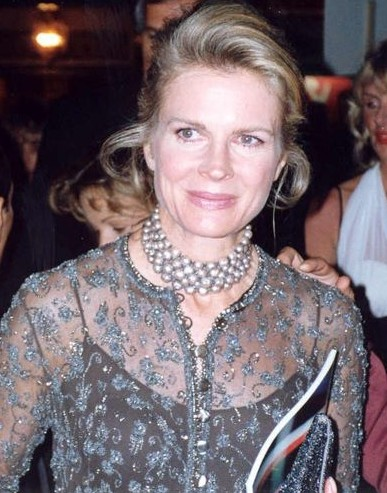
Candice Bergen (Murphy Brown), winnaar vrouwelijke hoofdrol in een komische serie

#### Mannelijke hoofdrol in een dramaserie
(Outstanding Lead Actor in a Drama Series)
- Peter Falk als Columbo in Columbo
  - Scott Bakula als Sam Beckett in Quantum Leap
  - Robert Loggia als Nick Mancuso in Mancuso, FBI
  - Kyle MacLachlan als Dale Cooper in Twin Peaks
  - Edward Woodward als Robert McCall in The Equalizer

#### Mannelijke hoofdrol in een komische serie
(Outstanding Lead Actor in a Comedy Series)
- Ted Danson als Sam Malone in Cheers
  - John Goodman als Dan Conner in Roseanne
  - Richard Mulligan als Harry Weston in Empty Nest
  - Craig T. Nelson als Coach Hayden Fox in Coach
  - Fred Savage als Kevin Arnold in The Wonder Years

#### Mannelijke hoofdrol in een miniserie
(Outstanding Lead Actor in a Miniseries or a Special)
- Hume Cronyn als John Cooper in Age-Old Friends
  - Albert Finney als Jason Cromwell in The Image
  - Michael Caine als Henry Jekyll / Edward Hyde  in Jekyll & Hyde
  - Tom Hulce als Mickey Schwerner in Murder in Mississippi
  - Art Carney in Where Pigeons Go to Die

#### Vrouwelijke hoofdrol in een dramaserie
(Outstanding Lead Actress in a Drama Series)
- Patricia Wettig als Nancy Krieger Weston in thirtysomething
  - Dana Delany als Colleen McMurphy in China Beach
  - Jill Eikenberry als Ann Kelsey in L.A. Law
  - Angela Lansbury als Jessica Fletcher in Murder, She Wrote
  - Piper Laurie als Catherine Martell in Twin Peaks

#### Vrouwelijke hoofdrol in een komische serie
(Outstanding Lead Actress in a Comedy Series)
- Candice Bergen als Murphy Brown in Murphy Brown
  - Kirstie Alley als Rebecca Howe in Cheers
  - Blair Brown als Molly Dodd in The Days and Nights of Molly Dodd
  - Delta Burke als Suzanne Sugarbaker in Designing Women
  - Betty White als Rose Nylund in The Golden Girls

#### Vrouwelijke hoofdrol in een miniserie
(Outstanding Lead Actress in a Miniseries or a Special)
- Barbara Hershey als Candy Morrison in A Killing in a Small Town
  - Annette O'Toole als Rose Fitzgerald Kennedy in The Kennedys of Massachusetts
  - Lesley Ann Warren als Barbara Walker  in Family of Spies
  - Alfre Woodard als Mary Thomas in A Mother's Courage: The Mary Thomas Story
  - Christine Lahti als Zan Cooper in No Place Like Home
  - Farrah Fawcett als Diane Downs in Small Sacrifices

### Bijrollen

#### Mannelijke bijrol in een dramaserie
(Outstanding Supporting Actor in a Drama Series)
- Jimmy Smits als Victor Sifuentes in L.A. Law
  - Timothy Busfield als Elliot Weston in thirtysomething
  - Larry Drake als Benny Stulwicz in L.A. Law
  - Richard Dysart als Leland McKenzie in L.A. Law
  - Dean Stockwell als Al the Observer in Quantum Leap

#### Mannelijke bijrol in een komische serie
(Outstanding Supporting Actor in a Comedy Series)
- Alex Rocco als Al Floss in The Famous Teddy Z
  - Kelsey Grammer als Frasier Crane in Cheers
  - Woody Harrelson als Woody Boyd in Cheers
  - Charles Kimbrough als Jim Dial in Murphy Brown
  - Jerry Van Dyke als Luther Horatio Van Dam in Coach

#### Mannelijke bijrol in een miniserie
(Outstanding Supporting Actor in a Miniseries or a Special)
- Vincent Gardenia als Michael Aylott in Age-Old Friends
  - Anthony Hopkins als Abel Magwitch in Great Expectations
  - James Earl Jones als Alice in By Dawn's Early Light
  - Brian Dennehy als Ed Reivers in A Killing in a Small Town
  - Ned Beatty als Cornelius van Horne in Last Train Home
  - Max von Sydow als Szaz in Red King, White Knight

#### Vrouwelijke bijrol in een dramaserie
(Outstanding Supporting Actress in a Drama Series)
- Marg Helgenberger als K.C. in China Beach
  - Sherilyn Fenn als Audrey Horne in Twin Peaks
  - Melanie Mayron als Melissa Steadman in thirtysomething
  - Diana Muldaur als Rosalind Shays in L.A. Law
  - Susan Ruttan als Roxanne Melman in L.A. Law

#### Vrouwelijke bijrol in een komische serie
(Outstanding Supporting Actress in a Comedy Series)
- Bebe Neuwirth als Lilith Crane in Cheers
  - Julia Duffy als Stephanie Vanderkellen in Newhart
  - Faith Ford als Corky Sherwood in Murphy Brown
  - Estelle Getty als Sophia Petrillo in The Golden Girls
  - Rhea Perlman als Carla Tortelli in Cheers

#### Vrouwelijke bijrol in een miniserie
(Outstanding Supporting Actress in a Miniseries or a Special)
- Eva Marie Saint als Lil Van Degan Altemus in People Like Us
  - Swoosie Kurtz als Joanne Winstow-Darvish in The Image
  - Colleen Dewhurst als Hepzibah in Lantern Hill
  - Stockard Channing als Liz Sapperstein in Perfect Witness
  - Irene Worth als Dolly Keeling in Hallmark Hall of Fame

### Gastrollen

#### Mannelijke gastrol in een dramaserie
(Outstanding Guest Actor in a Drama Series)
- Patrick McGoohan als Oscar Finch in Columbo
  - Bruce Weitz als Ed Adderly in Midnight Caller
  - Harold Gould als The Old Man in The Ray Bradbury Theater
  - William Hickey als Carlton Webster in Tales from the Crypt
  - Peter Frechette als Peter Montefiore in thirtysomething

#### Mannelijke gastrol in een komische serie
(Outstanding Guest Actor in a Comedy Series)
- Jay Thomas als Jerry Gold in Murphy Brown
  - Jerry Orbach als Glen in The Golden Girls
  - Dick Van Dyke als Ken in The Golden Girls
  - Darren McGavin als Bill Brown in Murphy Brown
  - David Huddleston als Granpa Arnold in The Wonder Years

#### Vrouwelijke gastrol in een dramaserie
(Outstanding Guest Actress in a Drama Series)
- Viveca Lindfors als Mrs. Doubcha in Life Goes On
  - Ruby Dee als Ruby in China Beach
  - Kay Lenz als Tina Cassidy in Midnight Caller
  - Colleen Dewhurst als Marilla Cuthbert in Road to Avonlea
  - Shirley Knight als Ruth Murdoch in thirtysomething

#### Vrouwelijke gastrol in een komische serie
(Outstanding Guest Actress in a Comedy Series)
- Swoosie Kurtz als Laurie in Carol & Company
  - Georgia Brown als Madame Lazora in Cheers
  - Alexis Smith als Alice Anne Volkman in Cheers
  - Liz Torres als Angie in The Famous Teddy Z
  - Morgan Fairchild als Julia St. Martin in Murphy Brown